# Annali frammentari d'Irlanda
Gli Annali frammentari d'Irlanda sono un compendio di cronache medievali in lingua irlandese media provenienti da vari  annali irlandesi e da varie narrazioni storiche. Furono compilati nel regno di Osraige, probabilmente al tempo di Donnchad mac Gilla Pátraic (morto nel 1039), re di Osraige e re di Leinster. 
Gli Annali frammentari furono copiati nel 1643 per il reverendo John Lynch da Dubhaltach Mac Fhirbhisigh da un manoscritto perduto in pergamena del XV secolo, che apparteneva a Giolla na Naomh Mac Aodhagáin (Nehemias MacEgan). Mac Aodhagáin, che morì intorno al 1443, era un professore di Leggi di Brehon a Ormond. Il solo manoscritto sopravvissuto degli Annali frammentari, che è attualmente custodito dalla Biblioteca reale del Belgio a Bruxelles, non è opera di Mac Fhirbhisigh, ma quella di un anonimo scriba, che fece una copia del testo di Mac Fhirbhisigh, aggiungendo alcuni commenti al margine ed un indice. Il manoscritto (MS. 7, c. n. 17) è incompleto ed include cinque frammenti di annali che cominciano nel  573 e finiscono nel 914. Ciò che è sopravvissuto si aggiunge alla sinossi dell'ipotetica Cronaca d'Irlanda.
Poco si sa dell'esemplare perduto sul quale lavorò Mac Fhirbhisigh. Sembra che quando lo copiò abbia modernizzato l'ortografia del testo originale. Ci sono lacune in punti dove l'esemplare non si può più leggere a causa delle cattive condizioni di conservazione. Il copista di Mac Fhirbhisigh aggiunse date, che prese dagli Annali dei Quattro Maestri senza preoccuparsi di confermare la loro accuratezza o di correggerli dove erano chiaramente errati.
Il primo frammento si riferisce principalmente agli Uí Néill settentrionali e può essere stato compilato nell'Ulster, ma i frammenti rimanenti furono evidentemente compilati nell'Osraige (Ossory), un regno che corrispondeva approssimativamente alla successiva Contea di Ormond. Il compilatore originale attinse evidentemente a una varietà di fonti, alcune delle quali (ad es. gli annali) erano probabilmente più accurate e affidabili di altre (ad es. le lunghe opere bardiche). I frammenti combinano fredde registrazioni annalistiche con racconti romantici e stravaganti voli di fantasia in una maniera che è unica tra gli annali irlandesi.
Sono state pubblicate due edizioni moderne degli Annali frammentari:
- John O'Donovan (curatore & traduttore) Annals of Ireland: three fragments (Dublino 1860)
- Joan N. Radner (curatore & traduttore) Fragmentary annals of Ireland (Dublino 1978)